# Primula austrolisteri
Primula austrolisteri är en viveväxtart som beskrevs av Isaac Bayley Balfour. Primula austrolisteri ingår i släktet vivor, och familjen viveväxter. Inga underarter finns listade i Catalogue of Life.